# هنگ کنگ
هُنگ کُنگ (به چینی: 香港) یا شیانگ‌گانگ (به پین‌یینی: Xiānggǎng) یک جزیره خودمختار، دولت‌شهر، کلان‌شهر و منطقه ویژه اداری در شرق دلتای رود مروارید و دریای جنوبی کشور چین است. این کلان‌شهر با داشتن ۷٫۵ میلیون نفر جمعیت، از پرتراکم‌ترین مناطق جهان است. زبان رسمی این ناحیه انگلیسی و چینی؛ زبان منطقه‌ای آن زبان کانتونی و واحد پول آن دلار هنگ کنگ می‌باشد. هنگ کنگ در پیمان نانجینگ از سال ۱۸۴۲ تا ۱۹۹۷ با نام هنگ کنگ بریتانیا جزو مستعمرات امپراتوری بریتانیا بود. البته در نبرد هنگ کنگ، امپراتوری ژاپن توانست هنگ کنگ را در سال ۱۹۴۱ تسخیر کند. در سال ۱۹۹۷ و پس از پایان یافتن پیمان پیشین با بریتانیا تحت ناحیه‌ای خودمختار به جمهوری خلق چین پیوست. هنگ کنگ اکنون از مهم‌ترین بازارهای مالی و بندرهای تجاری آسیا و جهان به‌شمار می‌رود. درازای شهر هنگ کنگ ۶۲ کیلومتر می‌باشد. هنگ کنگ در رتبه سوم مراکز مالی جهان قرار دارد و مید-لِولز، نام اعیان‌نشین‌ترین منطقه آن است. هنگ کنگ به‌خاطر بندرگاه طبیعی عمیق خود که پذیرای کشتی‌های بزرگ باربری بین‌المللی است نیز شهرت دارد.

## جغرافیا
هنگ کنگ در ۶۰ کیلومتری شرق ماکائو در شرق دلتای رودخانه مروارید قرار گرفته و از سوی شمال با استان گوآنگ‌دونگ و از سوی جنوب با دریای چین جنوبی هم‌مرز است.
هنگ کنگ ۲٬۷۵۵ کیلومتر مربع مساحت دارد و از آنجا که بیشتر سطح آن شامل کوه و تپه است، ساخت‌وساز تنها در ۲۵ درصد از سطح هنگ کنگ انجام شده و حدود ۴۰ درصد سطح منطقه نیز شامل پارک و ذخیره‌گاه‌های طبیعی است.
هنگ کنگ شامل سه محدوده جغرافیایی اصلی یعنی جزیره هنگ کنگ، شبه‌جزیره کولون و منطقه‌های جدید است. غیر از این هنگ کنگ همچنین بیش از ۲۰۰ جزیره دارد که بزرگ‌ترین آن‌ها جزیره لانتاو است.

## تاریخچه

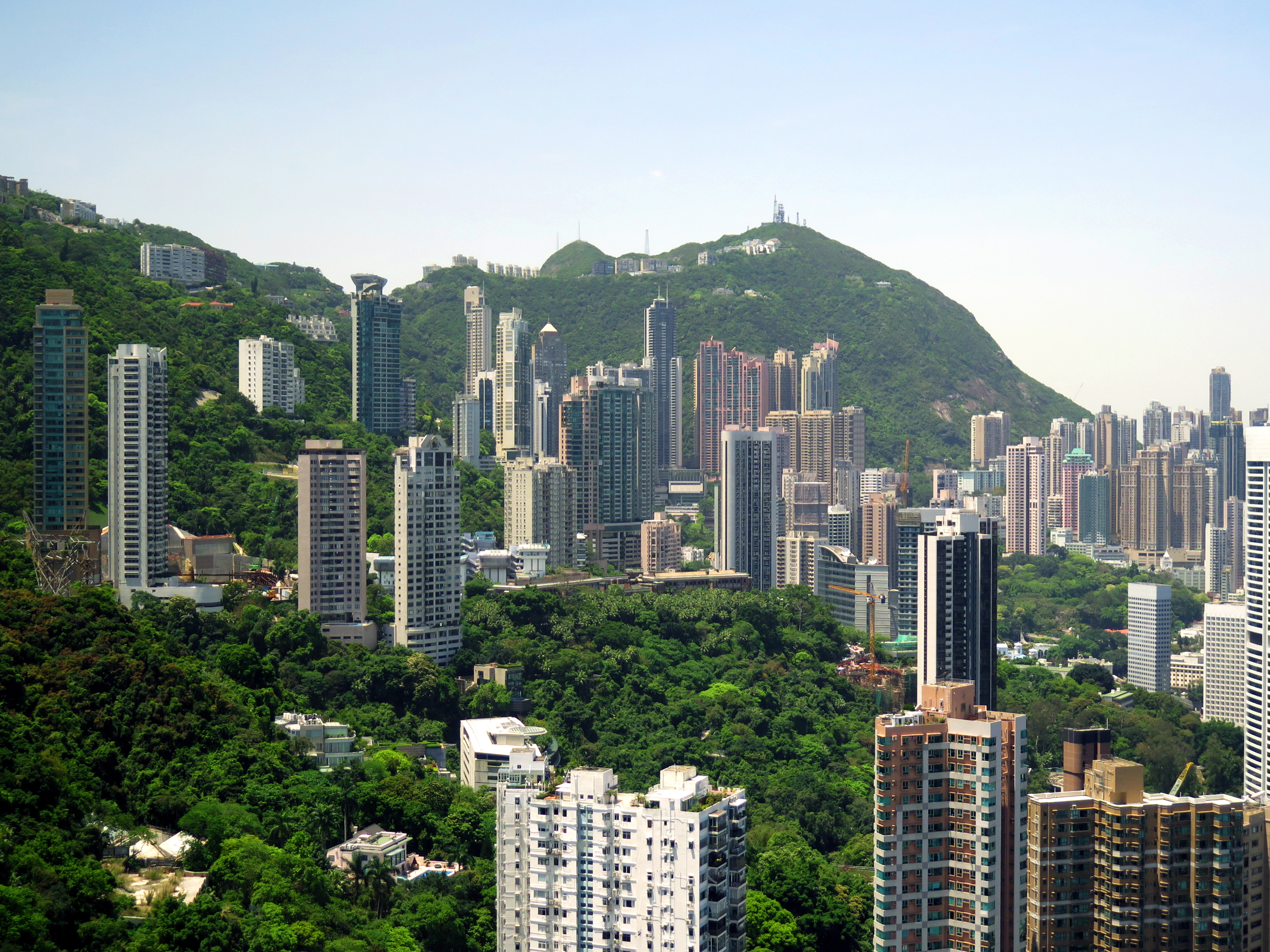
آسمان‌خراش‌های مسکونی، منطقه مید-لِولز را دربر گرفته‌اند. منطقه مید-لِولز در ارتفاعات کوه‌پایه ویکتوریا پیک واقع شده است. این منطقه مُشرف به بندر ویکتوریا، پارک هنگ کنگ، باغ جانورشناسی و گیاه‌شناسی هنگ کنگ و دانشگاه هنگ کنگ است.

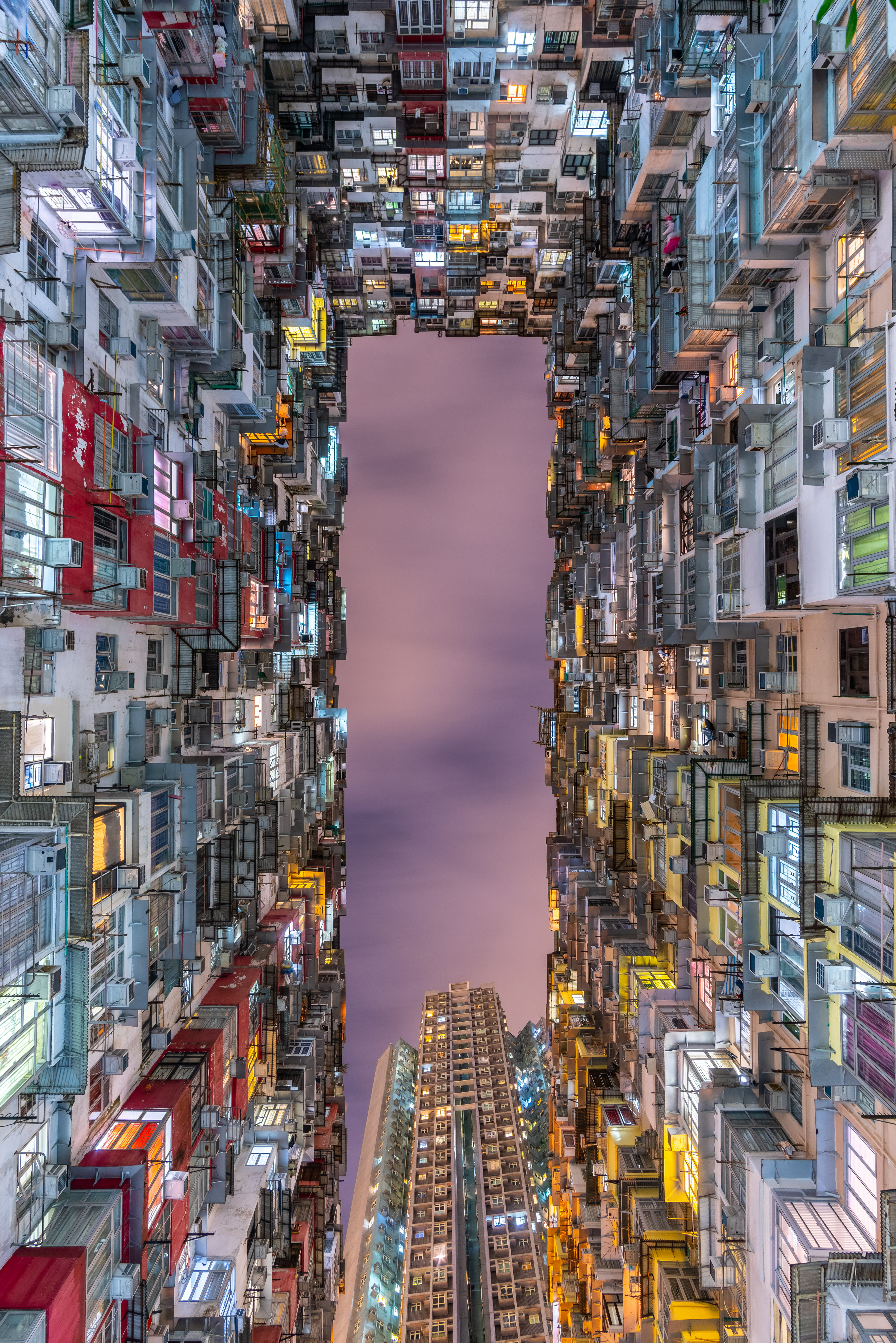
ساختمان هیولا در منطقهٔ کوآری بی در غرب هنگ کنگ.

نام هنگ کنگ به معنی «بندرگاه عطرآگین» است. این منطقه از حدود پنج هزار سال پیش مسکونی بوده و آثاری از دوره نوسنگی در آن یافت شده است. چینی‌های هان (قوم اصلی چین) در زمان دودمان سونگ بین سال‌های ۹۷۰ تا ۱۲۷۹ از شمال چین به هنگ کنگ آمدند.
امروزه هنگ کنگ شهری جزیره‌ای در چین است که از دهه ۱۸۴۰ میلادی تحت حاکمیت بریتانیا بود اما در سال ۱۸۹۸، دولت‌های بریتانیا و چین معاهده‌ای را امضا کردند که براساس آن، هنگ کنگ به صورت اجاره ۹۹ ساله در اختیار بریتانیا قرار گرفت. بریتانیا در سال ۱۹۹۷، هنگ کنگ را با فرمول «یک کشور - دو نظام» به چین برگرداند. بر پایه توافق بین بریتانیا و چین، قرار است هنگ کنگ تا سال ۲۰۴۷ از درجه بالایی از خودمختاری برخوردار باشد.
شهر هنگ کنگ که در سدهٔ نوزدهم همچون یک بندر بازرگانی عمل می‌کرد امروزه به صورت یک مرکز اصلی امور مالی در جهان درآمده است.

## دولت و سیاست

مجتمع شورای قانون گذاری

هنگ کنگ منطقه اداری ویژه چین است و دارای اختیارات اجرایی، قانونگذاری و قضایی از دولت ملی است. اعلامیه مشترک چین و انگلیس برای انتقال اقتصادی و اداری از طریق انتقال حاکمیت فراهم شد که نتیجه آن یک سیستم حکومتی به رهبری اجرایی بود که عمدتاً از تاریخچه این منطقه به عنوان مستعمره انگلیس به ارث رسیده است. تحت این شرایط، اصل «یک کشور، دو سیستم» قانون اساسی هنگ کنگ قانون اساسی منطقه است. قانون اساسی هنگ کنگ در سال ۱۹۹۰ به تصویب رسیده است. رئیس‌جمهور چین رئیس دولت در هنگ کنگ می‌باشد. قوه مقننه هنگ کنگ متشکل از ۷۰ نفر که به مدت ۴ سال برخی انتخاب و برخی منتصب می‌شوند.
قانون ملی چین به‌طور کلی در منطقه اعمال نمی‌شود و هنگ کنگ به عنوان یک صلاحیت جداگانه در نظر گرفته می‌شود. سیستم قضایی آن مبتنی بر قوانین عادی است و قوانین سنتی که در زمان بریتانیا تأسیس شده است، ادامه می‌یابد. دادگاه‌های محلی ممکن است به مواردی که در قوانین انگلیس و فقه خارج از کشور تعیین شده است مراجعه کنند.
دولت مرکزی و وزارت امور خارجه امور دیپلماتیک را اداره می‌کنند، اما هنگ کنگ روابط اقتصادی و فرهنگی جداگانه با کشورهای خارجی را حفظ کرده است. این منطقه به‌طور فعال در سازمان تجارت جهانی، مجمع همکاری‌های اقتصادی آسیا و اقیانوسیه، کمیته بین‌المللی المپیک و بسیاری از موسسات سازمان ملل متحد شرکت می‌کند. دولت این منطقه دفاتر تجاری را در چین و سایر کشورها حفظ کرده است.
هنگ کنگ در مهر ماه سال ۱۳۹۳ به مدت سه ماه شاهد ناآرامی‌های بی‌سابقه و تجمع اعتراض‌آمیز هزاران نفر از مردم این منطقه موسوم به «جنبش چتر» بود. در آن سال، هزاران فعال طرفدار دموکراسی دست به تظاهرات و تجمع زدند و خواهان برگزاری انتخابات آزاد در هنگ کنگ هستند. اعتراض‌ها به تصمیم مقامات پکن در خصوص تأیید نامزدهای انتخابات محلی بود و معترضان در طول این مدت شماری از خیابان‌های اصلی این شهر را به اشغال خود درآورده بودند. بعد از این اتفاق نیز این منطقه تحت کنترل چین، هرازگاهی شاهد تجمعات کوچک و بزرگ بود و نگرانی مسئولان امنیتی هنگ کنگ این است که حادثه سال ۹۳ بار دیگر تکرار شود.
سال ۲۰۱۴ میلادی هزاران معترض به دولت محلی هنگ کنگ، با تحصن در مقابل دفتر لئونگ چون یینگ، رئیس این دولت، خواهان استعفای او شدند. رئیس دولت محلی هنگ کنگ منصوب دولت چین است، و معترضان از لئونگ چون یینگ به عنوان سیاست‌مداری یاد می‌کنند که «بیش از حد» به دولت مرکزی چین نزدیک است. همچنین در ماه مارس ۲۰۲۱ چین لایحه 'میهن پرستانه' برای محدودیت انتخابات آزاد در هنگ کنگ را تصویب کرد.
کنگره ملی خلق - پارلمان جمهوری خلق چین - در جلسهٔ خود با تصویب لایحه ارسالی دولت زمینه را برای بازنگری نظام انتخاباتی هنگ کنگ فراهم آورده است. این اقدام به عنوان گام نهایی در اعمال محدودیت سیاسی شدیدتر در این سرزمین توصیف شده است.

## مردم

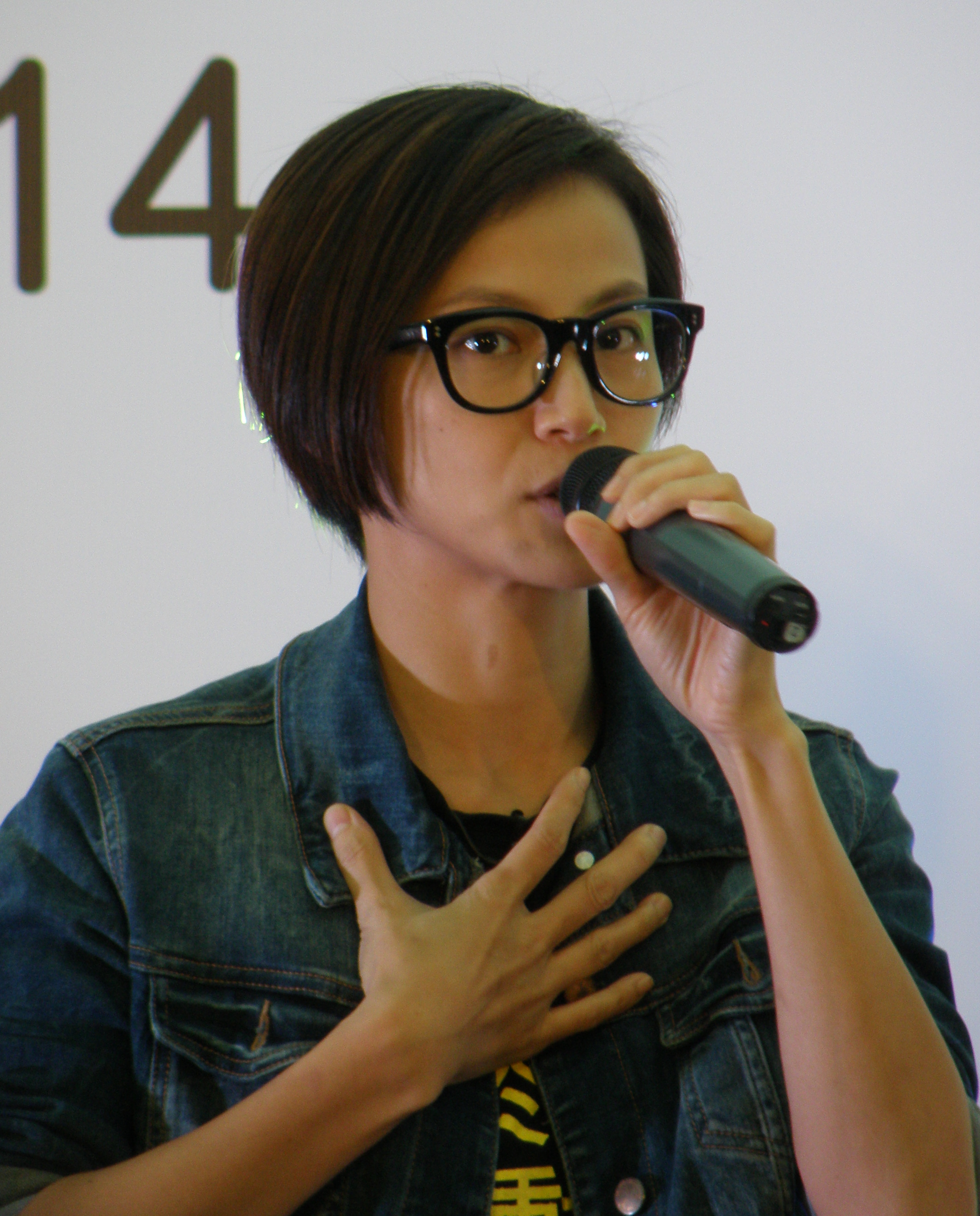
دنیس هو خواننده، هنرپیشه متولد هنگ کنگ بریتانیا

بیشتر مردم هنگ کنگ دین به‌خصوصی ندارند و خداناباور یا ندانم‌باور هستند. حدود ۴۳ درصد از مردم هنگ کنگ اعتقاداتی مربوط به سه دین بودایی، تائویسم و آیین کنفوسیوس دارند. در هنگ کنگ آزادی مذهب به درجه بالایی وجود دارد.

## اقتصاد
هنگ کنگ دارای اقتصاد خدماتی مختلط سرمایه‌داری است که از مالیات کم، مداخله حداقل دولت در بازار و یک بازار مالی بین‌المللی تأسیس شده است. هنگ کنگ سی و پنجمین اقتصاد بزرگ جهان با تولید ناخالص داخلی تقریباً ۳۷۳ میلیارد دلار است. اگرچه اقتصاد هنگ کنگ از سال ۱۹۹۵ در صدر شاخص آزادی اقتصادی بنیاد میراث قرار گرفته است، این قلمرو از نابرابری درآمد نسبتاً بالایی برخوردار است. بورس اوراق بهادار هنگ کنگ هفتمین کشور بزرگ جهان است و از دسامبر سال ۲۰۱۸ سرمایه ای معادل ۳۰٫۴ تریلیون دلار دارد. هنگ کنگ دهمین شرکت بزرگ تجاری در زمینه صادرات و واردات است و کالاهای بیشتری را با ارزش نسبت به تولید ناخالص داخلی خود تجارت می‌کند. بیش از نیمی از توان محموله آن شامل حمل و نقل کالاهایی است که از مسیر هنگ کنگ عبور می‌کنند. محصولات چینی حدود ۴۰ درصد از این ترافیک را تشکیل می‌دهد. این کشور دارای زمین زراعی محدود و منابع طبیعی کمی است و بیشتر مواد غذایی و مواد اولیه خود را وارد می‌کند. بیش از ۹۰ درصد مواد غذایی هنگ کنگ از جمله تقریباً تمام گوشت و برنج آن وارد می‌شود. کشاورزی ۰٫۱ درصد از تولید ناخالص داخلی را تشکیل می‌دهد، و شامل انواع مواد غذایی با کیفیت و گل‌های مختلف است.